# Crepidochetus ios
Crepidochetus ios är en tvåvingeart som beskrevs av Mcalpine 1998. Crepidochetus ios ingår i släktet Crepidochetus och familjen skridflugor. Inga underarter finns listade i Catalogue of Life.